# Сушевље
Сушевље (Сушевје) је насељено место града Лесковца у Јабланичком округу. Према попису из 2022. било је 76 становника.

## Положај и тип
Село лежи на десној страни Ј. Мораве на земљишту високом од 500 до 800 м. Околна насеља су: Бричевје са североистока Гариње, Љутеж са ЈИ и друга. Становници се служе водом са извора. Познатији су извори: Јастребов Кладенац, Цветкова Падина, Синички Кладенац, Маковишки Кладенац итд.
Поједини крајеви атара зову се: Маковиште, Говеђа Глава, Цер, Глог, Цветкова Падина, Острило, Језеро, Јанковица, Дурићево Гумно, Средобрдина, Средна Торина, Синача, Баба Пејкин Рид, Куњак, Колова Орница, Стрмец, Попова Росуља, Дрење, Лебедска Падина, Лађа, Бучје, Самарова Бара, Бојићева Чука, Равниште, Азирова Њива, Латинско Црквиште, Меаниште, Попова Лука (крај Ј. Мораве), Сланиште, Спаиски Ора, Лука, Царичина и Царичин Поток.
Сушевје је разбијеног типа. Поједине групе кyћa зову се по називу места где се налазе (Маковиште, Говеђа Глава, Причје, Синички рид) или по родовима који у њима живе (Ракинци, Радиљовци, Пискуљинци, Ћорђијанци, Митинци). У свему село има 60 домова 1958.

## Прошлост села
Потес Латинско Црквиште лежи поред махале Ракинци. Сада су тамо њиве и ливаде. Остатака од старина нема.
Старији сељаци говоре, да је некада атар Сушевја сав био под шумом. У другој половини XVIII века ту су се почели насељавати досељеници који су основали село. Прво су дошли преци данашњих родова Пискуљинци и Радиљовци. После њих су долазили преци осталих родова (Деда Илијинци, Ракинци итд).
Село, и ако носи име Сушевје, је доста богато водом. По богатству у води и плодности земљишта ово је познато насеље. У том поглкеду од околних села испред њега се налази само село Граово. У баштама Сушевја 1956. г. било је парадајза тешких пола килограма; сеоски виногради засађени пре око 30 година, још ни једне roдине нису били без рода; воћарство је добро развијено итд.
Место Дурићево Гумно добило је име по некадашњем спахији. - На месту Спаиски Ора било је старо орахово дрво. Ту се налази и „лепа вода". - На месту Пољаково једном је село доделило њиву неком пољаку. - Азирова Њива зове се по неком муслиману. За називе Царичин Поток и Царичина не чују се никакве приче.
Меаниште је место поред Ј. Мораве. Тамо су биле две механе, које су држали сељаци из Сушевја (Деда Андреја и Деда Крста). Механе су биле затворене „када је прорадио воз". Приликом грађења железничке пруге на месту Бунавејски Поток биле су барке. У њима су становали Италијани, који су били зидари и техничари.
Сеоска слава је на дан Св. Николе „пролетњег". Преслава је првог маја код места Стари Запис. Она је заведена 1957. г., јер су тада сељаци спровели електричио осветљење у Сушевју. О већим празницима становници noceћyjy цркву у варашици Предејану.

## Демографија
У насељу Сушевље живи 198 пунолетних становника, а просечна старост становништва износи 44,5 година (42,1 код мушкараца и 47,3 код жена). У насељу има 74 домаћинства, а просечан број чланова по домаћинству је 3,08.
Ово насеље је у потпуности насељено Србима (према попису из 2002. године), а у последња три пописа, примећен је пад у броју становника.
|  |

| Демографија | Демографија | Демографија |
| Година      | Становника  | Становника  |
| ----------- | ----------- | ----------- |
| 1948.       | 376         |             |
| 1953.       | 401         |             |
| 1961.       | 354         |             |
| 1971.       | 338         |             |
| 1981.       | 342         |             |
| 1991.       | 264         | 258         |
| 2002.       | 228         | 233         |
| 2011.       | 136         |             |
| 2022.       | 76          |             |

| Етнички састав према попису из 2002.‍ | Етнички састав према попису из 2002.‍ | Етнички састав према попису из 2002.‍ | Етнички састав према попису из 2002.‍ | Етнички састав према попису из 2002.‍ |
| ------------------------------------ | ------------------------------------ | ------------------------------------ | ------------------------------------ | ------------------------------------ |
|                                      |                                      |                                      |                                      |                                      |
| Срби                                 | Срби                                 |                                      | 228                                  | 100,0%                               |
| непознато                            | непознато                            |                                      | 0                                    | 0,0%                                 |

| Година пописа     | 1948. | 1953. | 1961. | 1971. | 1981. | 1991. | 2002. |
| ----------------- | ----- | ----- | ----- | ----- | ----- | ----- | ----- |
| Број домаћинстава | 52    | 56    | 65    | 77    | 77    | 77    | 74    |

| Број чланова      | 1  | 2  | 3  | 4  | 5 | 6 | 7 | 8 | 9 | 10 и више | Просек |
| ----------------- | -- | -- | -- | -- | - | - | - | - | - | --------- | ------ |
| Број домаћинстава | 17 | 17 | 10 | 14 | 7 | 8 | 0 | 1 | 0 | 0         | 3,08   |

| Пол    | Укупно | Неожењен/Неудата | Ожењен/Удата | Удовац/Удовица | Разведен/Разведена | Непознато |
| ------ | ------ | ---------------- | ------------ | -------------- | ------------------ | --------- |
| Мушки  | 108    | 40               | 56           | 8              | 4                  | 0         |
| Женски | 99     | 17               | 58           | 22             | 2                  | 0         |
| УКУПНО | 207    | 57               | 114          | 30             | 6                  | 0         |

| Пол    | Укупно                    | Пољопривреда, лов и шумарство | Рибарство                            | Вађење руде и камена | Прерађивачка индустрија       |
| ------ | ------------------------- | ----------------------------- | ------------------------------------ | -------------------- | ----------------------------- |
| Мушки  | 43                        | 1                             | 0                                    | 0                    | 2                             |
| Женски | 5                         | 2                             | 0                                    | 0                    | 0                             |
| УКУПНО | 48                        | 3                             | 0                                    | 0                    | 2                             |
| Пол    | Производња и снабдевање   | Грађевинарство                | Трговина                             | Хотели и ресторани   | Саобраћај, складиштење и везе |
| Мушки  | 0                         | 17                            | 2                                    | 2                    | 6                             |
| Женски | 0                         | 0                             | 1                                    | 1                    | 0                             |
| УКУПНО | 0                         | 17                            | 3                                    | 3                    | 6                             |
| Пол    | Финансијско посредовање   | Некретнине                    | Државна управа и одбрана             | Образовање           | Здравствени и социјални рад   |
| Мушки  | 0                         | 0                             | 4                                    | 0                    | 0                             |
| Женски | 0                         | 0                             | 0                                    | 0                    | 0                             |
| УКУПНО | 0                         | 0                             | 4                                    | 0                    | 0                             |
| Пол    | Остале услужне активности | Приватна домаћинства          | Екстериторијалне организације и тела | Непознато            | Непознато                     |
| Мушки  | 0                         | 0                             | 0                                    | 9                    | 9                             |
| Женски | 0                         | 0                             | 0                                    | 1                    | 1                             |
| УКУПНО | 0                         | 0                             | 0                                    | 10                   | 10                            |